# Le Vieil Homme et la Mer
Pour les articles homonymes, voir Le Vieil Homme et la Mer (homonymie).
Le Vieil Homme et la Mer (The Old Man and the Sea) est un roman court écrit par l'écrivain américain Ernest Hemingway à Cuba en 1951 et publié le premier septembre 1952. Il s'agit de la dernière œuvre de fiction majeure produite par Hemingway et publiée de son vivant. Elle demeure son œuvre la plus célèbre. Elle traite d'un vieux pêcheur cubain appelé Santiago, en lutte avec un énorme marlin au large du Gulf Stream. Bien que le roman ait été l'objet de critiques disparates, la sélection de son auteur pour le prix Nobel de littérature en 1954 réaffirme dans la littérature mondiale l'importance et la portée de l'ensemble des créations de Hemingway et dans la fiction du XXe siècle.
Cet ouvrage lui valut le double honneur du prix Pulitzer le 4 mai 1953 et du prix Nobel de littérature en 1954.

## Résumé

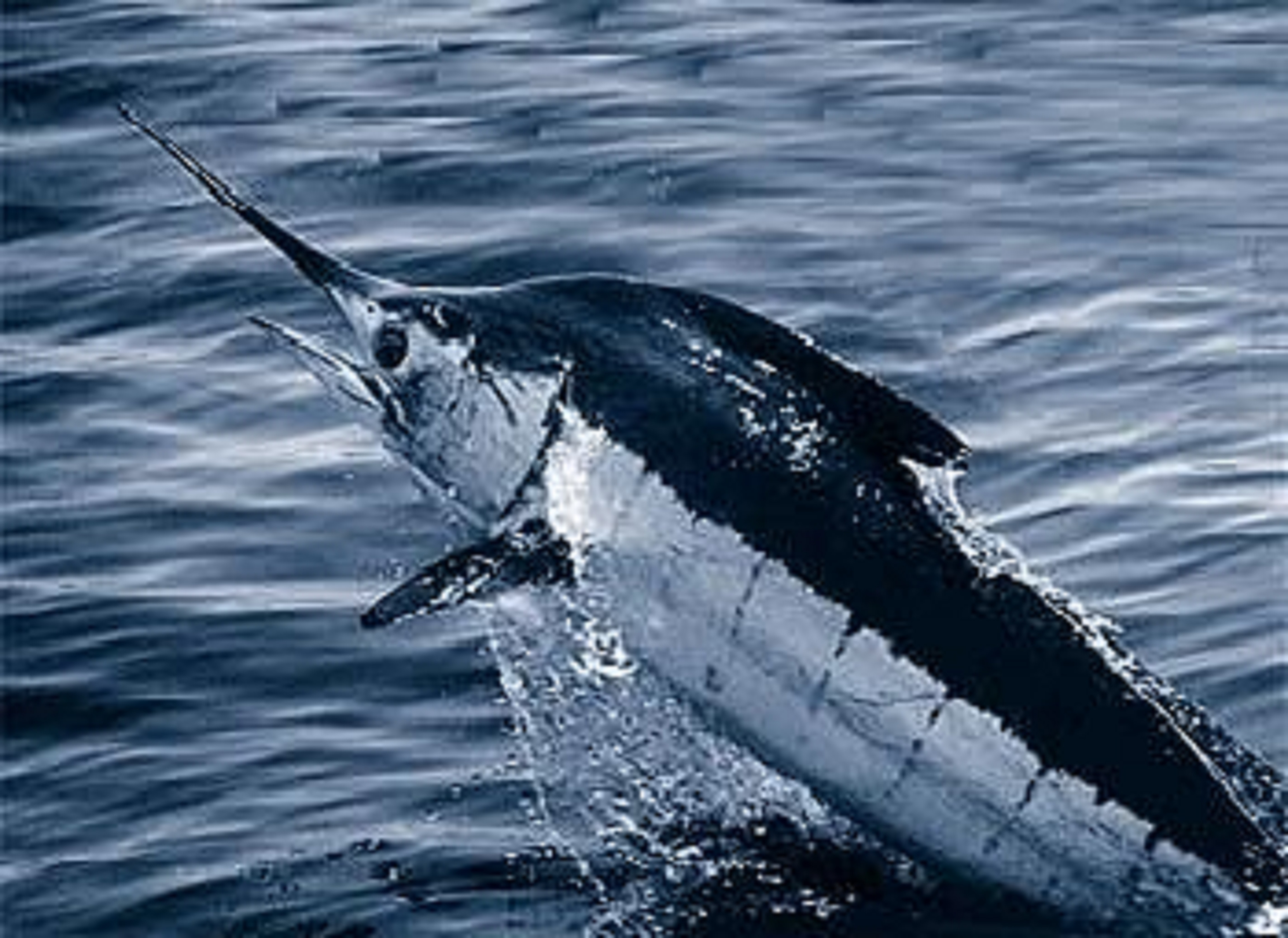
Un marlin.

Le Vieil Homme et la Mer décrit le combat épique entre un vieil homme pauvre, pêcheur expérimenté, et un gigantesque marlin, probablement la plus belle prise de toute sa vie. Cette lutte symbolise le combat de l'homme face à la nature.
Le roman met en scène deux personnages principaux : Santiago, le vieux pêcheur, et Manolin, jeune garçon tendre. L’histoire se déroule à Cuba, dans un petit port près du Gulf Stream.
Manolin accompagne Santiago à la pêche, mais ils n’ont rien pris depuis 84 jours. Les parents de Manolin, qui trouvent que Santiago est malchanceux (d'où son surnom « salao »), décident que leur fils embarquera sur un autre bateau avec lequel il aura effectivement plus de succès. Mais le jeune garçon reste lié au vieil homme et se faufile tous les soirs dans sa cabane pour l'aider à réparer ses filets et lui apporter à manger. Ils parlent souvent de baseball américain, et particulièrement de Joe DiMaggio, l'idole de Santiago. Un jour, le vieil homme explique à Manolin qu'il va partir loin dans le golfe pour mettre fin à sa malchance et trouver « le poisson » qui lui ramènera l'estime de tous.
Il part ainsi au large à l'aube du 85e jour et rencontre son adversaire, un poisson manifestement hors normes. Il donne du mou pour ne pas casser la ligne et est entraîné au grand large. Ainsi commence une lutte acharnée entre l’homme et le poisson qui durera trois jours et deux nuits, le vieux n’a plus rien à boire ni à manger, ses mains ensanglantées sont douloureuses, le soleil tape. Le duel est interminable, le vieux parle à son ami poisson, qu'il finit par nommer « mon frère » et lui exprime sa sympathie et son respect. Ils lutteront jusqu’au bout.
Au prix d'efforts incroyables et malgré un délire qui commence à le saisir, le vieux est vainqueur. Loin de crier au triomphe, il remercie Dieu pour ce combat incertain. Son orgueil n'est pas le fait d’avoir vaincu un si gros spécimen, mais d’avoir vaincu un adversaire si brave.
Mais le poisson est si gros qu'il ne peut le hisser à bord, il est obligé de le laisser dans l'eau en l'arrimant à sa barque. Il installe sa voile et met le cap sur la terre. Mais, au bout d'une heure arrive le premier « Dentuso » : un requin Mako attiré par le sang. Puis viennent les « Galanos », les requins de l'espèce dite « museau en spatule ». Contrairement au marlin, ceux-ci sont lâches et vils, ils attaquent à plusieurs. Le vieux se défend, toute la nuit il lutte, il lutte pour l’honneur de son poisson qui s’est si bien défendu et qui était un adversaire digne. Le vieux tue autant qu'il peut de requins, les forces lui manquent, ils sont trop nombreux, il assiste, impuissant, à l’anéantissement de tant d’efforts. Il ne reste du poisson que la tête et l'arête.
Santiago, le vieil homme, rentre au port, épuisé, éreinté, mais il a son honneur pour lui, il a une preuve qu'il n’est plus « salao », malchanceux. Manolin pourra revenir pêcher avec lui.
Cette œuvre est l’histoire du courage humain, de la dignité, du respect, de l’amour. C’est la condition même de l’homme qui est écrite. L’homme seul face à la grandeur et la puissance de la nature, l’homme digne malgré sa condition et son sort.

## Composition et publication
« No good book has ever been written that has in it symbols arrived at beforehand and stuck in. I tried to make a real old man, a real boy, a real sea and a real fish and real sharks. But if I made them good and true enough they would mean many things. »

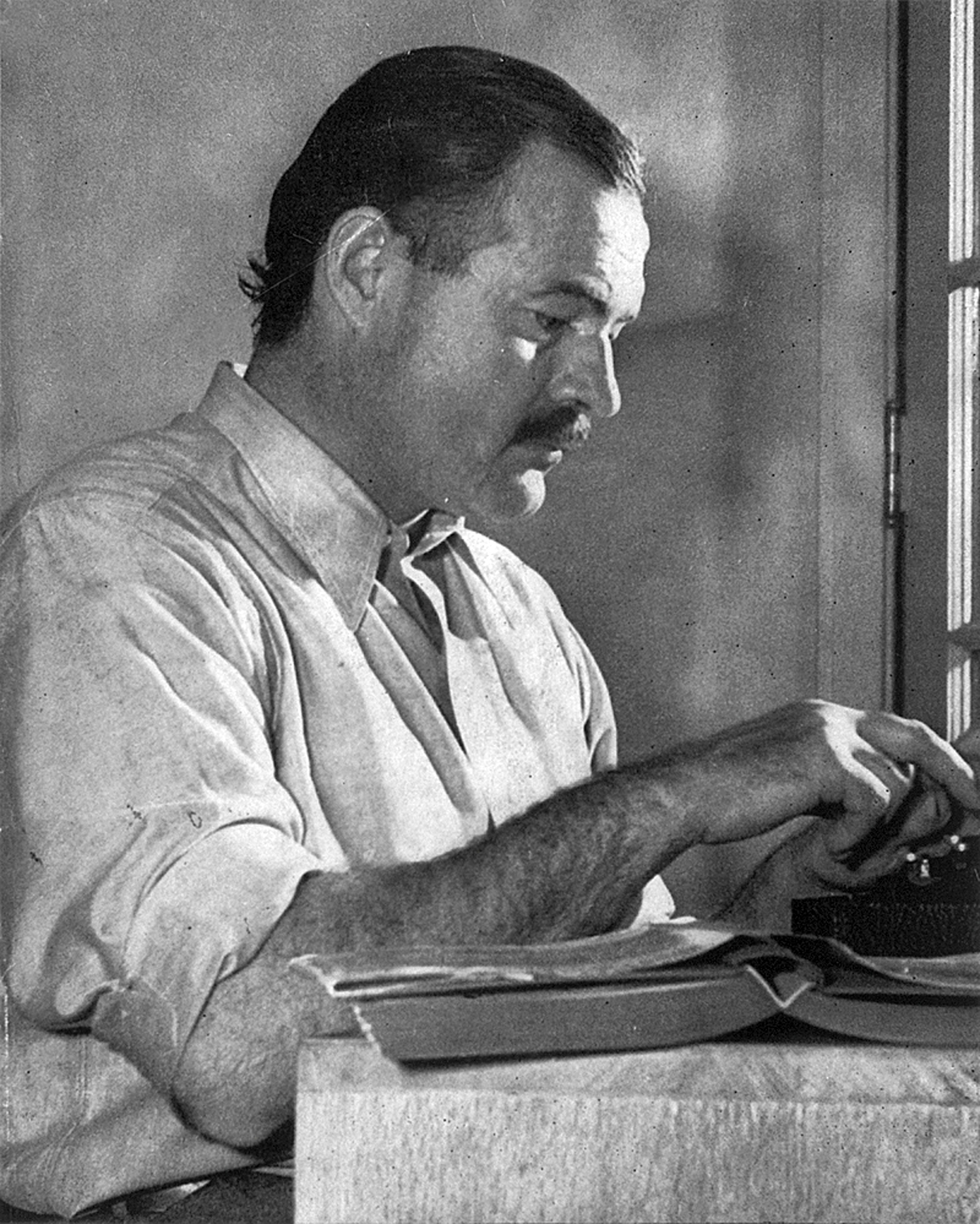
Hemingway en 1939.

Écrit en 1951 et publié en 1952, Le Vieil Homme et la Mer est la dernière œuvre inédite publiée du vivant d'Hemingway. L'ouvrage est dédié à son éditeur, Maxwell Perkins. Il fut publié en entier par le magazine Life le 1er septembre 1952 et cinq millions d'exemplaires furent écoulés dans les deux jours suivants. 
Le Vieil Homme et la Mer fut immédiatement un grand succès littéraire qui valut à son auteur le prix Pulitzer en mai 1952 et fut mentionnée tout particulièrement à l'occasion de la remise du Prix Nobel de littérature à son auteur en 1954.
Le succès de ce roman fit de Hemingway une célébrité internationale. Il demeure un ouvrage étudié dans les écoles du monde entier.
La plupart des biographes s'accordent à considérer que les écrits d'Hemingway publiés après Pour qui sonne le glas, soit dans la période 1940-1952, sont les moins bons de sa carrière. Le roman Au-delà du fleuve et sous les arbres fut en particulier considéré par la critique comme une parodie de roman et demeura un échec commercial et littéraire.
Le sujet et le déroulement de Le Vieil Homme et la mer ont été tirés par Hemingway d'un article qu'il avait lui-même écrit vers 1935 et publié dans Esquire en avril 1936, intitulé On the Blue Water. L'embryon du roman de 1952 occupe un paragraphe de ce texte  (en français : « Sur l'eau bleue », traduction de Georges Magnane ; disponible dans le tome II des Œuvres romanesques, Bibliothèque de la Pléiade, et dans Nouvelles complètes, collection Quarto.).
Hemingway avait prévu de faire de cette histoire de pêcheur un épisode d'une œuvre importante qu'il entendait nommer Le livre de la mer. Une partie de cette œuvre sera publiée après sa mort sous le titre Îles à la dérive. Les échos positifs reçus par l'auteur à la suite de la publication de sa nouvelle l'incitèrent cependant à en tirer un ouvrage séparé : Le Vieil Homme et la Mer.

## Le modèle du vieil homme

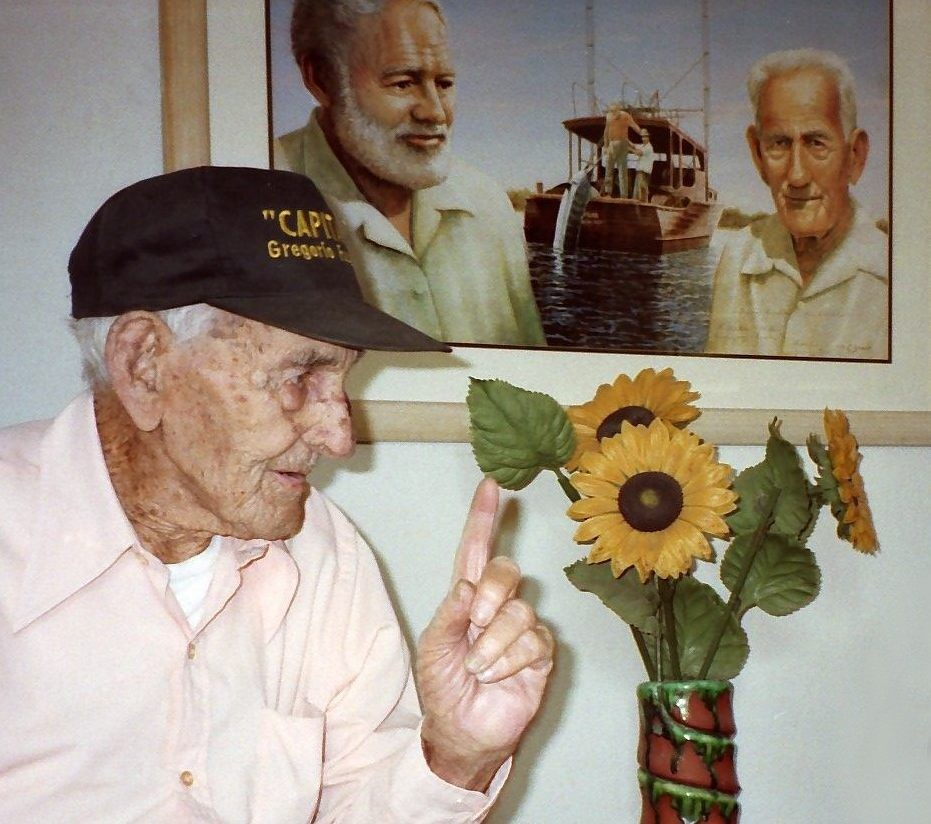
Gregorio Fuentes en 1998.

Interrogé sur le modèle de son héros, Hemingway répondait à un journaliste : 

« C'est un combat entre un homme et un poisson […] Le vieil homme n'est personne en particulier. Quelques personnes ont affirmé que tel ou tel serait le vieil homme et tel autre l'enfant. C'est une invention ! J'ai écrit cette histoire sur la base des expériences de pêche que j'ai vécues sur les trente dernières années et même avant. La plupart des pêcheurs de Cojimar ont vécu la même chose. Si le vieil homme est quelqu'un, c'est le père de Chago, qui est mort depuis quatre ans et avec lequel j'ai beaucoup pêché »

 Cependant, les biographes sont à présent convaincus que le modèle du personnage de Santiago était le pêcheur cubain Gregorio Fuentes, connu sous le surnom de Goyo. Fuentes était né en 1897 à Lanzarote, dans les îles Canaries, et émigra à l'âge de six ans avec ses parents à Cuba. Il rencontra Hemingway en 1928. Celui-ci vécut ensuite à Cuba à partir de 1940 avec sa troisième épouse Martha Gellhorn. Son principal loisir consistait à voguer et pêcher avec son bateau, baptisé Pilar. Entre les deux hommes naquit une véritable amitié. Fuentes travailla pendant plus de 30 ans comme capitaine du Pilar.
Fuentes admit lui-même que l'histoire ne s'inspirait pas directement de lui. Bien plus, elle devait selon lui à une rencontre d'Hemingway lors d'une sortie de pêche avec son ami Carlos Gutierrez : les deux hommes rencontrèrent un vieux pêcheur et un jeune garçon l'accompagnant. Tous deux se battaient dans une petite barque en bois contre un gros poisson. Hemingway offrit son aide, laquelle fut refusée avec véhémence.
Fuentes mourut d'un cancer en 2002, à l'âge de 104 ans. Il n'aurait jamais lu Le Vieil Homme et la Mer. Peu avant son décès, il offrit le Pilar au gouvernement cubain. Le bateau est amarré devant l'ancienne maison d'Hemingway.

## Réception et critique
Le Vieil Homme et la Mer permit de relancer la carrière d'Hemingway et aboutit à un réexamen de l'ensemble de son œuvre. Le roman connut dès le départ un immense succès qui rehaussa la réputation de son auteur. L'éditeur Scribner's qualifia l'ouvrage de « nouveau classique » et les critiques le comparèrent à L'Ours de William Faulkner et Moby Dick de Herman Melville.
À la suite de cet accueil très positif, un courant nettement plus critique émergea. Le roman fut parfois interprété comme une œuvre mineure et décevante. Les analyses vont de l'adoration à la détestation d'une prétendue illusion littéraire. La leçon le plus généralement tirée de l'ouvrage est que si l'homme peut être annihilé, il ne peut être vaincu (« Un homme, ça peut être détruit, mais pas vaincu »).

## Marlin ou espadon

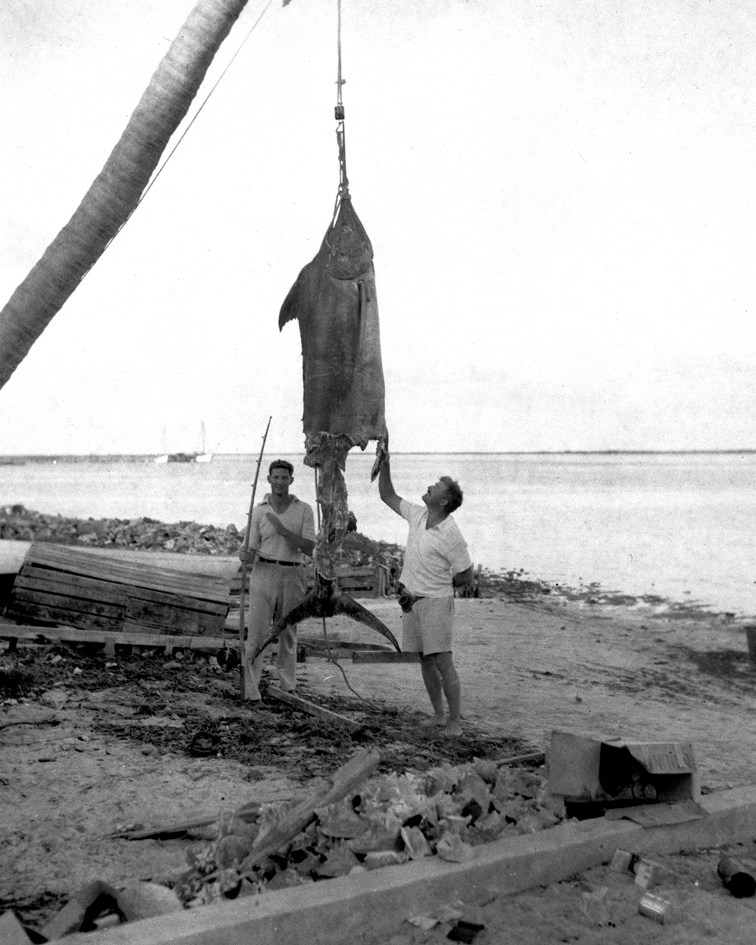
Marlin pêché par Ernest Hemingway et son ami Henry Strater, Bahamas, 1935.

Bien que la première édition française de Le Vieil homme et la Mer parle d'un espadon, Hemingway, lui, parle bien d'un énorme marlin.[réf. nécessaire] Le rostre des espadons est aplati alors que celui des marlins est coniques.

## Autour du livre
Le magazine Life, très inquiet de subir un échec commercial avec Hemingway, décida de prendre un autre nom de la littérature américaine pour préfacer l'édition spéciale de Le Vieil Homme et la Mer. Ils choisirent James Michener, futur auteur de  Colorado saga et Chesapeake. Participant à la guerre de Corée, Michener, entouré de sacs de ciment et proche des premières lignes de combat en Corée, se vit remettre un pli par un homme des plus pressés de repartir. Il s'agissait de la demande de Life pour la préface et du manuscrit de Le Vieil homme et la mer. Il se plongea dans le manuscrit et affirma qu’il n'a plus entendu un seul obus lui passer au-dessus de la tête : il était à la pêche avec le vieux, le regardait tenir la ligne et se battait à ses côtés. Il déclara que c'était peut-être le meilleur livre qu’il ait jamais lu.

## Traductions
- Le Vieil Homme et la Mer, texte français de Jean Dutourd, Gallimard, 1952
- Le Vieil Homme et la Mer, traduit par François Bon, Publie.net, 2012. Cette traduction de François Bon, d'abord diffusée sur la plateforme publie.net, a finalement été retirée à la demande des éditions Gallimard, titulaires des droits pour la France[12].
- Le Vieil Homme et la Mer, nouvelle traduction de Philippe Jaworski, dont il signe également une préface, Gallimard, collection Blanche, 2017.
- Le vieil homme et la mer, الشيخ و البحر، traduction libre en langue algérienne (Derja) par Radia Gouga Rodesli, édition Ibdaa، 2024 .

## Adaptations
Le roman fut adapté plusieurs fois au cinéma. Dès 1958 fut présenté au public Le Vieil Homme et la Mer réalisé par John Sturges, avec Spencer Tracy dans le rôle-titre et Felipe Pazos en Manolin. Le film remporta l'Oscar de la meilleure musique et fut nommé dans les catégories « Meilleur acteur » et « Meilleur réalisateur ».
Une seconde adaptation de Le Vieil Homme et la Mer avec Anthony Quinn fut réalisée en 1989 pour la télévision. Dans cette version apparaissent à l'écran deux personnages ne figurant pas dans le roman : Tom et Mary Pruitt, joués par Gary Cole et Patricia Clarkson.
En 1999, Le Vieil Homme et la Mer, un film d'animation réalisé par Alexandre Petrov fut présenté. Ce film remporta l'Oscar du meilleur film d'animation en 2000.
En 2014, le roman est également adapté en bande dessinée par Thierry Murat aux éditions Futuropolis. L'auteur intègre au récit sa genèse, lorsque Manolin raconte à Ernest Hemingway l'aventure en mer de Santiago.

## Influences
Il est souvent fait référence au roman d'Hemingway, par exemple dans les séries télévisées Arrested Development, Les Griffin, Les Simpson et South Park.
Le titre de la nouvelle est également à l'origine du nom du groupe de rock danois The Old man & The Sea.